# Wyoming
Wyoming (wymowa: /waɪˈoʊmɪŋ/ⓘ) – stan w środkowo-zachodniej części Stanów Zjednoczonych. Jest dziesiątym stanem pod względem powierzchni, jednak z populacją mniejszą niż 600 tys. mieszkańców plasuje się na ostatnim miejscu pod względem liczby ludności. W związku z tym charakteryzuje się niską gęstością zaludnienia, która umiejscawia stan ten na 49. miejscu w tej kategorii.
Na północy graniczy ze stanem Montana, na zachodzie ze stanem Idaho, na południowym zachodzie ze stanem Utah, na południu z Kolorado, a na wschodzie ze stanami Nebraska i Dakota Południowa. Południowo-zachodnia część stanu położona jest w Górach Skalistych, a północno-wschodnia na Wielkich Równinach.
Stolicą i największym miastem jest Cheyenne z populacją 64 019 mieszkańców (2016).

## Historia
Przed odkryciem tych terenów dla Europejczyków region, znany dziś jako stan Wyoming, zamieszkiwało kilka grup Indian, takich jak Wrony, Arapaho, Lakota czy Szoszoni. Francuscy traperzy przemierzali północną część stanu już pod koniec XVIII wieku, jednak dopiero w 1807 został on opisany przez Johna Coltera, członka ekspedycji Lewisa i Clarka. Jego opis okolic Yellowstone został uznany za zmyślony. Podróżnik Robert Stuart, wraz z sześcioma towarzyszami, wracając z miejscowości Astoria w 1812 odkrył Przełęcz Południową. Wydarzenie to okazało się przełomowe dla ekspansji Amerykanów na zachód. W późniejszym okresie przez przełęcz poprowadzono szlak oregoński. W 1850 James Bridger, odkrył przełęcz nazwaną później od jego nazwiska (Bridger Pass), która została w 1868 wykorzystana przy budowie Union Pacific Railroad (obecnie przebiega tam Autostrada międzystanowa nr 80). Bridger podróżował również po Yellowstone, i podobnie jak relacje Johna Coltera, jego opowieści uważano za zmyślone.
Południowo-zachodni obszar stanu był częścią hiszpańskiego imperium, a następnie Meksyku, aż do 1848, kiedy to – po wojnie amerykańsko-meksykańskiej – ziemie te przyłączono do Stanów Zjednoczonych.
Region ten oficjalnie przyjął nazwę Wyoming w 1865, kiedy parlamentarzysta J.M. Ashley przekonywał Kongres do utworzenia rządu tymczasowego Terytorium Wyoming. Nazwę tę nadano dla upamiętnienia masakry w dolinie Wyoming w stanie Pensylwania w czasie wojny o niepodległość. Tak więc nazwa stanu wywodzi się z języka Indian zamieszkujących wschodnią część Stanów Zjednoczonych, gdzie oznaczała „równina wielkiej rzeki”.
Gdy Union Pacific Railroad została doprowadzona do Cheyenne liczba ludności regionu zaczęła stopniowo wzrastać, co zmusiło rząd federalny do utworzenia Terytorium Wyoming 25 lipca 1868. W odróżnieniu od położonego na południe Kolorado, na terenie Wyoming nie odkryto minerałów ani złota i srebra, co spowodowałoby nagły przypływ ludzi. Wyjątek stanowiła jedynie okolica South Pass City, gdzie w 1867 odkryto złoża złota. Na niektórych ziemiach terytorium zaczęto wydobywać miedź.
Wraz z powoływaniem przez rząd nowych ekspedycji w rejon Yellowstone, relacje Bridgera i Coltera zostały uznane za prawdziwe. W 1872 powołano do życia Park Narodowy Yellowstone, który był pierwszym tego typu obiektem na świecie. Niemal całe terytorium parku znajduje się w północno-zachodnim rogu Wyoming.
W 1869 ówczesny gubernator, John A. Campbell, wystosował projekt ustawy nadającej prawa wyborcze kobietom. W wyniku tego w stanowej polityce pojawiły się pierwsze w Stanach Zjednoczonych kobiety. W 1925 Nellie Tayloe Ross została pierwszą kobietą na stanowisku gubernatora stanu w tym kraju. W związku z tymi wydarzeniami Wyoming nazywany jest stanem równości, a jego dewiza to „Równość praw”.
10 lipca 1890 Wyoming zostało przyjęte do Unii jako czterdziesty czwarty stan.
Terytorium stanu było w 1892 miejscem walk pomiędzy konkurencyjnymi grupami hodowców bydła, znanych jako Johnson County War.

## Geografia

### Położenie i rozmiar
Wyoming swoim kształtem przypomina prostokąt, a jego granice położone są na 41° i 45° szerokości geograficznej północnej oraz na 104°3' i 111°3' długości geograficznej zachodniej. Jest to jeden z trzech stanów (wraz ze stanami Kolorado i Utah), których granice biegną równoleżnikowo i południkowo. Jest dziesiątym pod względem wielkości stanem Stanów Zjednoczonych, o powierzchni 253 350 km². Wyoming zostało podzielone na 23 hrabstwa. Odległość pomiędzy północną a południową granicą wynosi 444 km, a między wschodnią a zachodnią – 587 km.

### Pasma górskie
Wyoming jest miejscem gdzie Wielkie Równiny łączą się z Górami Skalistymi. Powierzchnia tego stanu to wielki płaskowyż, urozmaicony przez liczne pasma górskie. Najwyżej położonym punktem jest tu szczyt Gannett Peak (4207 m n.p.m.) w górach Wind River, natomiast najniższy punkt znajduje się w północno-wschodniej części stanu i jest to dolina rzeki Belle Fourche (953 m n.p.m.). W północno-zachodniej części Wyoming znajdują się pasma gór Absaroka, Owl Creek, Gros Ventre, Wind River i Teton Range. Na północy stanu rozciągają się szczyty Bighorn Mountains, natomiast na północnym wschodzie Black Hills. W południowej części krajobraz urozmaicają góry Laramie, Medicine Bow i Sierra Madre.
Pasmo Medicine Bow, znajdujące się w południowej części stanu, stanowi geologicznie przedłużenie Gór Skalistych, znajdujących się w Kolorado. Wind River Range, położone na zachodzie stanu, jest niewielkie, lecz zawiera ponad czterdzieści szczytów, których wysokość przekracza 4000 m n.p.m. (m.in. Gannett Peak – najwyższy szczyt stanu). Bighorn Mountains, położone w północnej części stanu, jest niejako odizolowane od pozostałej części Gór Skalistych.
Góry Teton, leżące na północnym zachodzie, ciągną się na długości 80 km, a ich część jest chroniona jako Park Narodowy Grand Teton. W parku znajduje się drugi pod względem wysokości szczyt stanu – Grand Teton (4199 m n.p.m.).
Przez środkową część Wyoming przechodzi granica zlewisk Pacyfiku i Oceanu Atlantyckiego. Rzeki na wschód od granicy należą do systemu rzecznego Missouri. Największe z nich to Platte Północna, Wind, Bighorn i Yellowstone. Rzeka Snake, wypływająca z północno-zachodniej części stanu, jest dopływem rzeki Kolumbia. Rzeka Green stanowi natomiast dopływ Kolorado.

### Ziemie państwowe
Ponad 48% powierzchni Wyoming stanowią ziemie federalne. Plasuje to stan na szóstym miejscu wśród innych stanów Stanów Zjednoczonych. Znajduje się tu około 5% administrowanych przez władze federalne ziem. Do rządu USA należy 121 808,1 km², natomiast 15 640 km² (6% ogólnej powierzchni Wyoming) jest zarządzane przez rząd stanowy.
Większość ziemi należącej do rządu federalnego jest zarządzana przez Bureau of Land Management i United States Forest Service. Należą do nich przede wszystkim lasy i łąki państwowe, a także tereny takie jak Baza Sił Powietrznych im. F.E. Warrena, w okolicy Cheyenne.
Oprócz tego część ziem w Wyoming jest nadzorowana przez National Park Service i inne agencje federalne.
Na terenie stanu znajdują się liczne obszary chronione, w tym dwa parki narodowe: Yellowstone i Grand Teton.

### Miasta
Na terenie stanu Wyoming znajduje się 99 miast (city lub town), w tym 11 o liczbie ludności przekraczającej 10 000, a 42 powyżej 1000 mieszkańców (2021 r.). Lista:
- Cheyenne (65 051)
- Casper (58 656)
- Gillette (32 884)
- Laramie (31 659)
- Rock Springs (23 196)
- Sheridan (19 095)
- Evanston (11 814)
- Green River (11 609)
- Jackson (10 849)
- Riverton (10 587)
- Cody (10 174)
- Rawlins (8298)
- Lander (7550)
- Powell (6418)
- Douglas (6351)
- Torrington (6132)
- Worland (4787)
- Buffalo (4469)
- Mills (4221)
- Wheatland (3597)
- Newcastle (3204)
- Bar Nunn (2978)
- Evansville (2749)
- Thermopolis (2706)
- Kemmerer (2422)
- Glenrock (2407)
- Lovell (2271)
- Pinedale (2262)
- Afton (2213)
- Lyman (2175)
- Star Valley Ranch (1967)
- Saratoga (1727)
- Greybull (1680)
- Wright (1619)
- Lusk (1497)
- Mountain View (1287)
- Alpine (1262)
- Basin (1231)
- Pine Bluffs (1156)
- Guernsey (1138)
- Ranchester (1110)
- Sundance (1043)
- Moorcroft (965)
- Dubois (919)
- Upton (913)
- Dayton (828)
- Marbleton (810)
- Cowley (795)
- Hanna (683)
- Byron (568)
- Diamondville (526)
- Bear River (525)
- Pine Haven (512)
- Cokeville (503)
- Shoshoni (491)
- Encampment (453)
- Hudson (439)
- Rolling Hills (422)
- Baggs (406)
- La Barge (401)
- Lingle (400)
- Thayne (391)
- La Grange (376)
- Sinclair (374)
- Big Piney (373)
- Burns (372)
- Burlington (334)
- Hulett (318)
- Meeteetse (314)
- Midwest (283)
- Kaycee (264)
- Ten Sleep (251)
- Medicine Bow (245)
- Glendo (239)
- East Thermopolis (226)
- Pavillion (226)
- Rock River (219)
- Fort Laramie (210)
- Wamsutter (200)
- Superior (182)
- Chugwater (178)
- Albin (167)
- Deaver (156)
- Edgerton (153)
- Elk Mountain (152)
- Frannie (142)
- Yoder (133)
- Clearmont (119)
- Granger (94)
- Manville (94)
- Manderson (89)
- Dixon (77)
- Kirby (75)
- Bairoil (67)
- Hartville (67)
- Opal (63)
- Riverside (63)
- Van Tassell (23)
- Lost Springs (4)

## Demografia
Na podstawie spisu ludności z 2010 stwierdzono, że stan Wyoming liczył 563 626 mieszkańców, co oznaczało wzrost o 69 844 (14,1%) w porównaniu z poprzednim spisem z roku 2000. Dzieci poniżej piątego roku życia stanowiły 6,4% populacji, 23,6% mieszkańców nie ukończyło jeszcze osiemnastego roku życia, a 15,8% to osoby mające 65 i więcej lat. 49,0% ludności stanu stanowiły kobiety.

### Język
W 2010 najpowszechniej używanymi językami były:
- język angielski – 93,39%
- język hiszpański – 4,47%.

### Rasy i pochodzenie
92,8% mieszkańców stanowiła ludność biała (84,0% nie licząc Latynosów), 2,7% to rdzenna ludność Ameryki, 2,1% było rasy mieszanej, 1,3% to Afroamerykanie, 1,0% to Azjaci i 0,1% to Hawajczycy i mieszkańcy innych wysp Pacyfiku. Latynosi stanowili 10,0% ludności stanu.
Do największych grup należały osoby pochodzenia niemieckiego (23,1%), angielskiego (12,9%), irlandzkiego (11,6%), meksykańskiego (7,4%) i „amerykańskiego” (5,0%). Do innych większych grup należały osoby pochodzenia szkockiego (28 tys.), francuskiego (19,8 tys.), norweskiego (18,6 tys.), włoskiego (17,7 tys.), szwedzkiego (12,5 tys.) i polskiego (10 tys.).

### Religia
Struktura religijna w 2014:
- protestanci – 44%:
  - bezdenominacyjni – 9%
  - baptyści – 8%
  - luteranie – 6%
  - metodyści – 5%
  - pozostali – 16% (głównie: zielonoświątkowcy, uświęceniowcy, anglikanie, kalwini, campbellici, pietyści i adwentyści dnia siódmego)
- bez religii – 26% (w tym: 3% agnostycy i 3% ateiści)
- katolicy – 14%
- mormoni – 9%
- Świadkowie Jehowy – 3%
- pozostałe religie – 4% (w tym: prawosławni, muzułmanie, unitarianie, scjentyści, wyznawcy New Age, bahaici, buddyści, żydzi i hinduiści[12]).

## Symbole stanu
- Dewiza: Equal Rights (Równość praw)
- Przydomek: Equality State
- Znaczenie przydomku: Stan równości
- Symbole: topola amerykańska, świergotek

## Gospodarka
Produkt krajowy brutto Wyoming w 2015 osiągnął wartość 35,306 mld USD, co uplasowało stan na przedostatnim miejscu w Stanach Zjednoczonych (przed Vermont). Roczny wzrost PKB w 2016 był ujemny i wyniósł -3,6% (średnia dla wszystkich stanów w 2016 wyniosła 1,5%). W przeliczeniu na głowę mieszkańca w 2016 wyniósł on 58 821 co uplasowało stan na 7. miejscu spośród amerykańskich stanów (średnia krajowa w 2016 wyniosła 50 577 USD).
Głównymi gałęziami gospodarki są:
- rolnictwo
  - główne uprawy: pszenica, rośliny strączkowe, jęczmień, owies, buraki cukrowe
  - hodowla: bydło i owce
- przemysł
  - wydobywczy: węgiel kamienny, gaz ziemny, ropa naftowa, uran, bentonit
- turystyka

### System podatkowy
W Wyoming nie ma podatku dochodowego ani od osób fizycznych, ani prawnych (firm).

## Uczelnie
- Uniwersytet Wyoming